# ديان ليكيتش
ديان ليكيتش (بالصربية: Дејан Лекић) هو لاعب كرة قدم صربي في مركز الهجوم ولد في يوم 7 يونيو 1985 في مدينة كرالييفو في يوغوسلافيا، يلعب حالياً مع نادي ريال مايوركا في إسبانيا وسبق له اللعب مع نادي جيرونا وأتلتيكو كولكاتا ونادي إيبار وريال سبورتينغ خيخون وغنتشلربيرليغي ونادي أوساسونا وريد ستار بلغراد وسلوغا كرالييفو، كما لعب مع منتخب صربيا لكرة القدم ويبلغ طوله 193 سم.

## روابط خارجية
- ديان ليكيتش على موقع اتحاد تركيا (لاعب) (الإنجليزية)
- ديان ليكيتش على موقع قاعدة بيانات كرة القدم.إي يو (الإنجليزية)
- ديان ليكيتش على موقع ناشيونال فوتبول تيمز (الإنجليزية)
- ديان ليكيتش على موقع Soccerbase.com (لاعب) (الإنجليزية)
- ديان ليكيتش على موقع Soccerway.com (الإنجليزية)
- ديان ليكيتش على موقع عالم كرة القدم.نت (الإنجليزية)
- ديان ليكيتش على موقع AS.com (الإسبانية)